# Passiflora tryphostemmatoides
Passiflora tryphostemmatoides Harms – gatunek rośliny z rodziny męczennicowatych (Passifloraceae Juss. ex Kunth in Humb.). Występuje naturalnie w Panamie, Kolumbii i Ekwadorze. 

## Morfologia
PokrójZdrewniałe, trwałe, nagie liany.
LiścieMają kształt od owalnych do podłużnych. Mają 0,6–4 cm długości oraz 1–3,5 cm szerokości. Całobrzegie, z ostrym wierzchołkiem. Ogonek liściowy jest owłosiony i ma długość 4–20 mm. Przylistki mają długość 1 mm.
KwiatyZebrane w pary. Działki kielicha są podłużne, mają 0,5 cm długości. Płatki są podłużne, mają 0,5 cm długości. Przykoronek ułożony jest w jednym rzędzie, biało-fioletowy, ma 2–4 mm długości.
OwoceMają prawie kulisty kształt. Mają 1,7–2,7 cm długości i 1,5–2,5 cm średnicy.